# Andrea Hahmann
Andrea Hahmann (República Democrática Alemana, 3 de junio de 1966) es una atleta alemana retirada especializada en la prueba de 3000 m, en la que consiguió ser medallista de bronce europea en pista cubierta en 1990.

## Carrera deportiva
En el Campeonato Europeo de Atletismo en Pista Cubierta de 1990 ganó la medalla de bronce en los 3000 metros, con un tiempo de 9:00.31 segundos, tras la neerlandesa Elly van Hulst  y la rumana Margareta Keszeg  (plata).